# Nexus 9
O Nexus 9 (condinome Volantis ou Flounder) é um tablet co-desenvolvido pelo Google e HTC que executa o sistema operacional Android. É o quarto tablet da série Google Nexus, uma família de dispositivos de consumidor Android comercializados pelo Google e construídos por um parceiro OEM. O dispositivo está disponível em dois tamanhos de armazenamento, 16 GB por $399 e 32 GB por $479. Juntamente com o telefone celular Nexus 6 e o dispositivo de mídia digital Nexus Player, o Nexus 9 foi lançado com o Android 5.0 Lollipop, que oferecia vários novos recursos, principalmente uma aparência visual modificada e a substituição completa da máquina virtual Dalvik pelo ART. O Google incluiu uma etapa adicional para "Ativar desbloqueio OEM" antes que os usuários possam desbloquear o carregador de inicialização do Nexus 9.

## Lançamento
O Nexus 9 foi anunciado em 15 de outubro de 2014, com pré-encomendas disponíveis em 17 de outubro e foi lançado em 3 de novembro de 2014. Uma versão 4G LTE foi lançada nos Estados Unidos em 12 de dezembro de 2014.